# Plan de Delagrive (1740)
Le plan de l'abbé Jean Delagrive, créé en 1740, fait partie de l'ouvrage Les Environs de Paris relevés géométriquement.

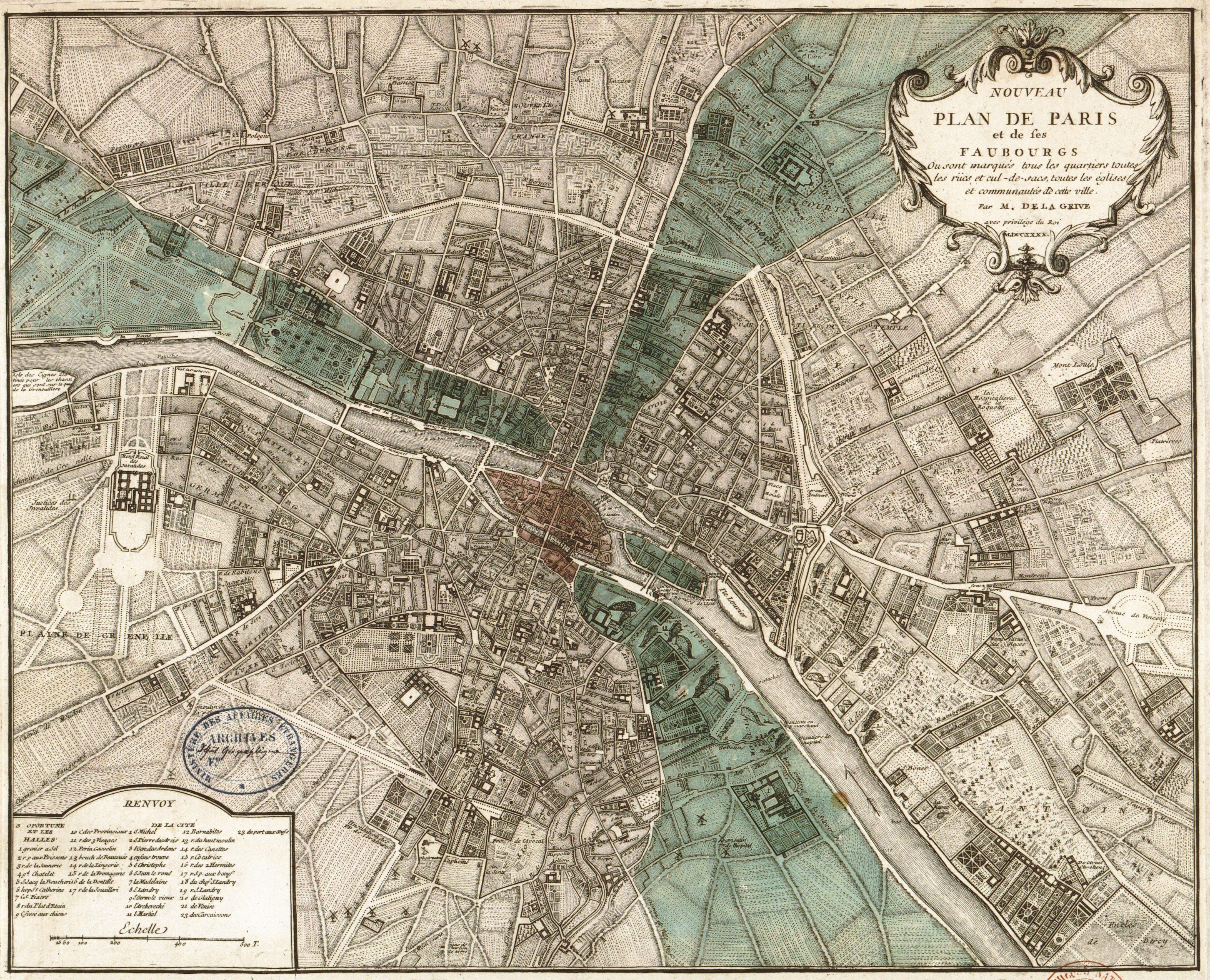
Plan de Paris, 1740 (BNF07710703).